# Coatesville (Pennsylvania)
Coatesville is een plaats (city) in de Amerikaanse staat Pennsylvania, en valt bestuurlijk gezien onder Chester County.

## Demografie
Bij de volkstelling in 2000 werd het aantal inwoners vastgesteld op 10.838. In 2006 is het aantal inwoners door het United States Census Bureau geschat op 11.631, een stijging van 793 (7,3%).

## Geografie
Volgens het United States Census Bureau beslaat de plaats een oppervlakte van 4,8 km², waarvan 4,8 km² land en 0,0 km² water. Coatesville ligt op ongeveer 100 m boven zeeniveau.

## Plaatsen in de nabije omgeving
De onderstaande figuur toont nabijgelegen plaatsen in een straal van 12 km rond Coatesville.

## Geboren
- Charles Moore (12 augustus 1929), hordeloper
- Zack Steffen (2 april 1995), voetballer